# Distrikt Agua Blanca
Der Distrikt Agua Blanca (agua blanca spanisch für „weißes Wasser“) liegt in der Provinz El Dorado in der Region San Martín in Nordzentral-Peru. Der Distrikt wurde am 29. Januar 1944 gegründet. Er besitzt eine Fläche von 153 km². Beim Zensus 2017 wurden 2403 Einwohner gezählt. Im Jahr 1993 lag die Einwohnerzahl bei 2588, im Jahr 2007 bei 2552. Sitz der Distriktverwaltung ist die 315 m hoch gelegene Ortschaft Agua Blanca mit 1407 Einwohnern (Stand 2017). Agua Blanca befindet sich 12 km südlich der Provinzhauptstadt San José de Sisa.

## Geographische Lage
Der Distrikt Agua Blanca liegt in den östlichen Voranden im Südwesten der Provinz El Dorado. Der Río Sisa durchquert den Distrikt in südöstlicher Richtung.
Der Distrikt Agua Blanca grenzt im Westen an den Distrikt Alto Saposoa (Provinz Huallaga), im Norden an den Distrikt San José de Sisa sowie im Osten und im Süden an den Distrikt Santa Rosa.

## Ortschaften
Im Distrikt gibt es neben dem Hauptort folgende größere Ortschaften:
- Azanjihua (233 Einwohner)